# ديمتريس أناغنوستوبولوس
ديمتريس أناغنوستوبولوس Dimitris Anagnostopoulos لاعب شطرنج يوناني يحمل لقب أستاذ كبير.
- ولد في عام 1970.
- لعب لنادي كاليتيا أثينا اليوناني في كأس أوروبا لنوادي الشطرنج في عام 1990.

## وصلات خارجية
- ديمتريس أناغنوستوبولوس على موقع الاتحاد الدولي للشطرنج (الإنجليزية)
- ديمتريس أناغنوستوبولوس على موقع مباريات الشطرنج (الإنجليزية)
- ديمتريس أناغنوستوبولوس على موقع 365Chess.com (الإنجليزية)
- ديمتريس أناغنوستوبولوس على موقع Chesstempo.com (الإنجليزية)
- ديمتريس أناغنوستوبولوس سجل أولمبياد الشطرنج على موقع OlimpBase.org (الإنجليزية)